# Xenandra ochima
Xenandra ochima är en fjärilsart som beskrevs av Jacob Hübner 1816. Xenandra ochima ingår i släktet Xenandra och familjen Riodinidae. Inga underarter finns listade i Catalogue of Life.